# Naissance en 928
Naissance
- 924
- 925
- 926
- 927
- 928
- 929
- 930
- 931
- 932

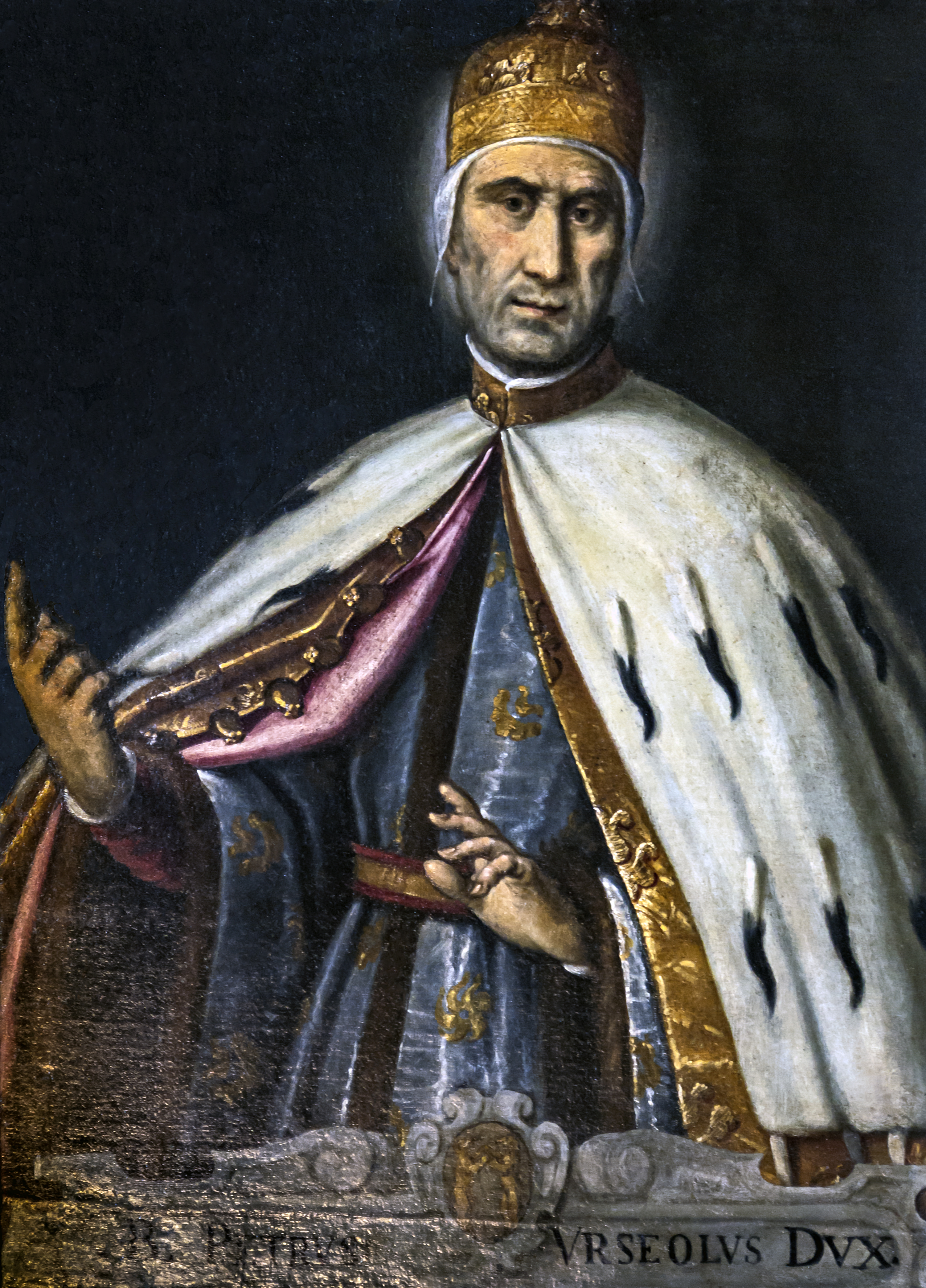
Pietro Orseolo, né en 928.

Cette page dresse une liste de personnalités nées au cours de  l'année 928 :
- Pietro Orseolo, 23e doge de Venise et saint de l’Église catholique.
- Thérèse de León, reine consort de Navarre.
- Qian Hongzuo (en), troisième roi des Cinq Dynasties et des Dix Royaumes.
- Qian Hongzong (en), quatrième roi des Cinq Dynasties et des Dix Royaumes.
- Shi Shouxin (en), général chinois.

## Crédit d'auteurs
- Cet article est partiellement ou en totalité issu de l'article intitulé « 928 » (voir la liste des auteurs).